# Kötelező szavazás

Piros: Kötelező szavazás, szankcionált.
Rózsaszín: Kötelező szavazás, nem szankcionált.
Sötétkék: Kötelező szavazás, szankcionált (csak férfiak).
Világoskék: Kötelező szavazás, nem szankcionált (csak férfiak).
Sárga: Kötelező szavazás volt a múltban.

A kötelező szavazás olyan választási rendszer, amelyben a szavazóknak kötelező részt venniük, szavazással, vagy azzal, hogy a szavazás napján megjelennek a szavazóhelyen. Amennyiben egy szavazásra kötelezett nem jelenik meg, vagy nem ad fel postai szavazatot, megbüntethetik bírsággal, vagy közösségi munkát róhatnak ki rá. 2013-ban 22 országban volt kötelező szavazás, köztük 12 latin-amerikai. E 22 ország felében van törvény a kötelező részvétel kikényszerítésére.

## Története
Az athéni demokráciában úgy tartották, hogy minden polgár kötelessége részt venni a döntéshozásban, de a gyűlésen való részvétel önkéntes volt. Időnként létezett az opprobrium (megszégyenítés) valamilyen formája azok számára, akik nem vettek részt. Például Arisztophanész komédiája, "Az Akharnaibeliek" (Kr. e. 5. század) azt mutatja be, amint közrabszolgák polgárokat terelnek az agórára, a gyűlésre egy vörösre festett kötéllel. Akinek vörös volt a ruháján, azt megbírságolták. Az ilyesmi általában akkor történt, ha kevesebb, mint hatezer ember volt jelen az ülésen és többre volt szükség a folytatáshoz.